# 福岡県道468号新延植木線
福岡県道468号新延植木線（ふくおかけんどう468ごう にのぶうえきせん）は、福岡県鞍手郡鞍手町から直方市に至る一般県道である。

## 概要
鞍手郡鞍手町大字新北から直方市大字植木に至る。
全区間片側1車線。鞍手郡鞍手町南西部と直方市北部を結んでいるが、実際は鞍手郡鞍手町から北九州市八幡西区および中間市へのメインルートとしての役割が大きい。
かつては福岡県道55号宮田遠賀線と交差する「新北五差路」が当線の起点だったが、新北五差路の混雑緩和と途中狭隘箇所解消のため2007年（平成19年）にルート変更が行われ、その際に起点が新延から（新設された）現在の新北駐在所前T字路に移動した。
なおJR九州筑豊本線 鞍手駅へは（新北方面からの場合）中山字本町十字路より直進するとたどり着く。

### 路線データ
- 起点：福岡県鞍手郡鞍手町大字新北（新北駐在所前交差点、福岡県道29号直方宗像線交点）
- 終点：福岡県直方市大字植木（福岡県道98号中間宮田線交点）

## 歴史
- 1993年（平成5年）5月11日 - 建設省から、県道新延植木線の一部を中間宮田線として主要地方道に指定される[1]。
- 2019年（平成31年）3月29日 - 鞍手郡鞍手町大字中山から直方市大字植木のバイパスが開通[2]。

## 路線状況

### 重複区間
- 福岡県道472号直方鞍手線（鞍手郡鞍手町大字中山・中山交差点 - 鞍手郡鞍手町大字中山・上新橋交差点）

### 道路施設

#### 橋梁
- 六田川橋（六田川水路、鞍手郡鞍手町）

## 地理

### 通過する自治体
- 鞍手郡鞍手町
- 直方市

### 交差する道路
| 交差する道路                         | 市町村名 | 市町村名 | 交差する場所 | 交差する場所              |
| ------------------------------------ | -------- | -------- | ------------ | ------------------------- |
| 福岡県道29号直方宗像線               | 鞍手郡   | 鞍手町   | 大字新北     | 新北駐在所前交差点 / 起点 |
| 福岡県道472号直方鞍手線 重複区間起点 | 鞍手郡   | 鞍手町   | 大字中山     | 中山交差点                |
| 福岡県道472号直方鞍手線 重複区間終点 | 鞍手郡   | 鞍手町   | 大字中山     | 上新橋交差点              |
| 福岡県道98号中間宮田線               | 直方市   | 直方市   | 大字植木     | 終点                      |

### 沿線
- 鞍手町立剣南小学校
- 鞍手町立鞍手中学校